# 余戶站

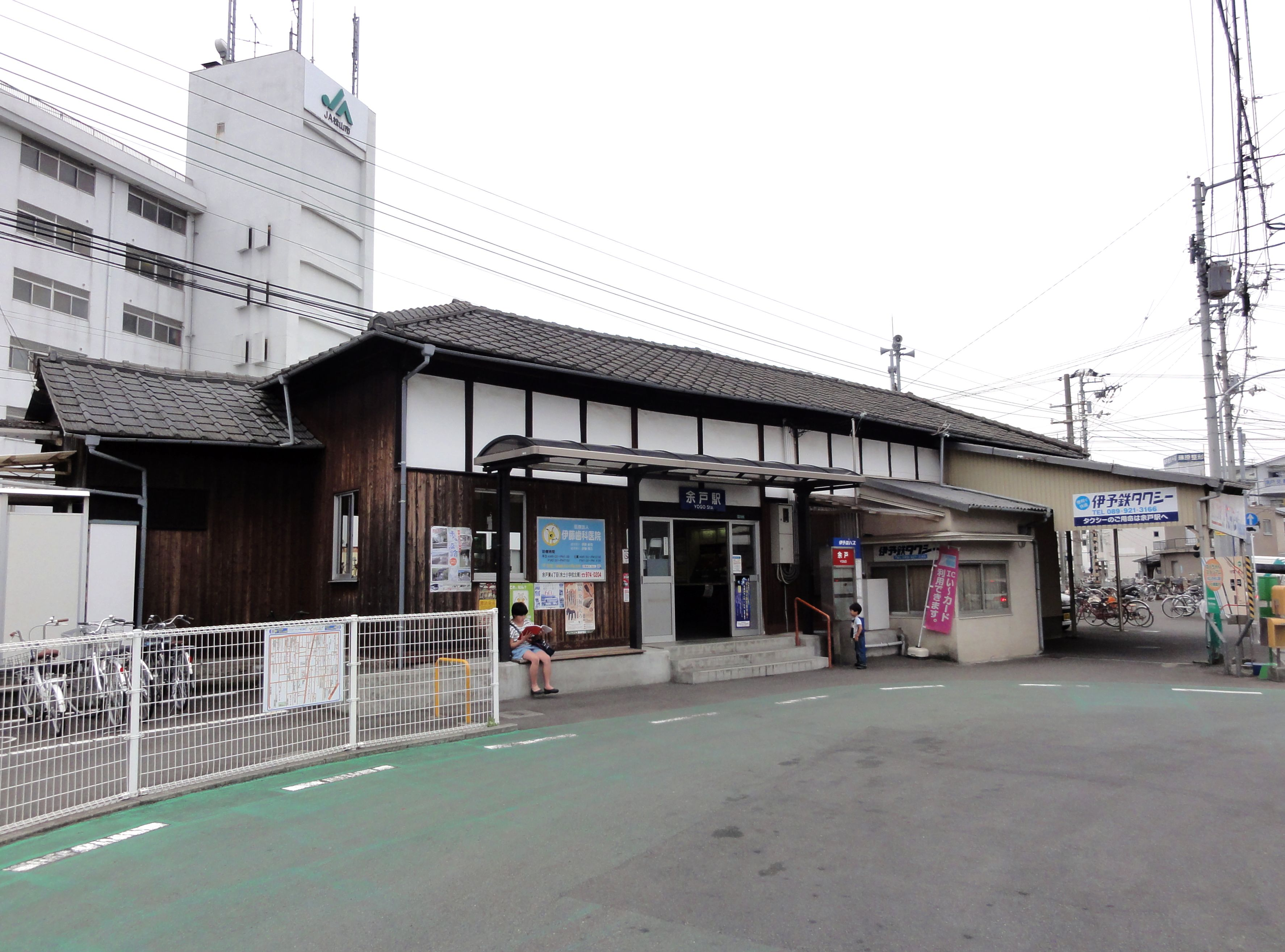
未改建前的余戶站站舍，攝於2012年

余戶站（日语：／ Yōgo eki */?）是位於日本愛媛縣松山市的鐵路車站，隸屬於伊予鐵道（伊予鐵），車站編號為IY27，是郡中線開線時最早設立的車站之一，亦作為其中一個列車可交換車站，現時則只安排在清晨及上午繁忙時段才會有列車交換。過往是未合併入松山市前的余土村的中心地區，「余戶」則是余土村合併前的舊村名。車站前後均與縣道326號線並排，並一直至直至鎌田站為止。
由於伊予鐵道決定將本站作為運輸轉換站（拠点駅），由2014年11月20日起至2015年3月，車站進行了改建工程，原來站舍需要封閉，乘客需要使用臨時站舍及出入口購票及乘車。工程於2015年3月26日完成並重新開放。

## 車站結構
站舍座落於縣道旁邊。

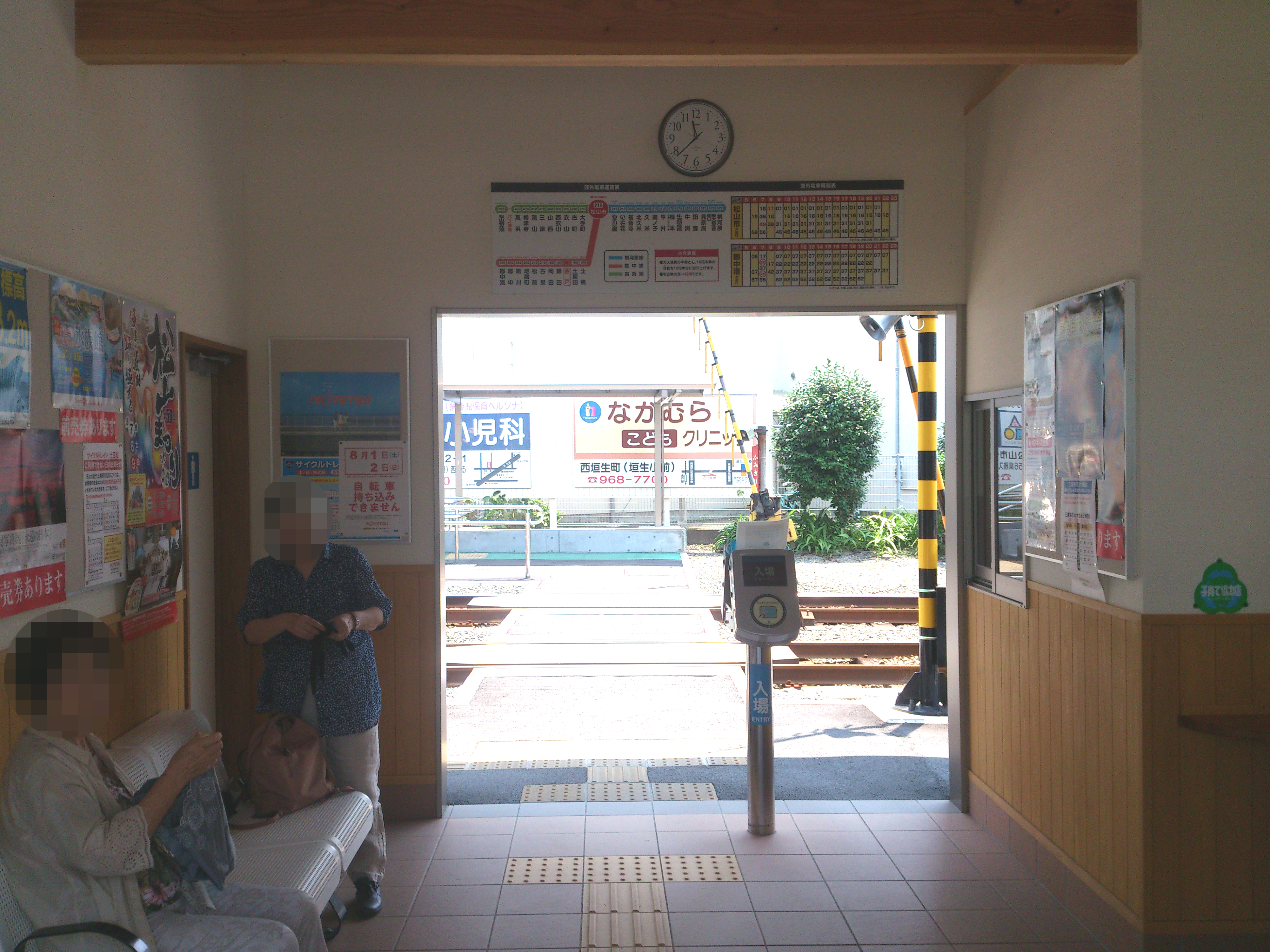
改建後的洗手間（左）、開放式閘口及IC卡感應器（中）及票務窗口（右）。（2015年8月）

新站舍改以鋼架及木板所建成的單層站舍。與舊站舍相比，最大的改動是站舍右側的面積縮細，過往供站員留宿的居所及原伊予電的士服務站均被撤去，洗手間亦由原先設置於側式月台與站舍中間的加蓋建築，改為附設於新站舍內的左側，備有獨立男、女洗手間及可供傷殘人士使用的專用洗手間，舊洗手間及相鄰空間則改為側式月台的無障礙通道；中間仍然為正門及開放式閘口，兩者相對，閘口中央設有IC卡感應器；右側部份則變為結合供巴士和鐵道的綜合候車室，並附有LED顯示屏顯示巴士及鐵道資訊，票務窗口及站務室則設於後端、閘口右側旁。至於被撤去的部份，則用作擴充原有的單車停泊場、以及開闢新的公眾行人道
改建前為單層木製、擁有高樓底的站舍1座，屬典型日本郊外鐵道站舍。左側為候車大堂、座椅及自動售賣機；中央為開放式閘口，並裝設有IC卡感應器；左側為站務員室、服務櫃位、自動售票機及並裝有顯示鐵路與巴士班次的LED電視機顯示屏。洗手間設於側式月台與站舍中間的加蓋建築。車站入口右側有一小座加設的間架，是伊予鐵的士的服務站，車站右側外圍及鄰近空地皆被伊予鐵的士用作停車及業務用途。

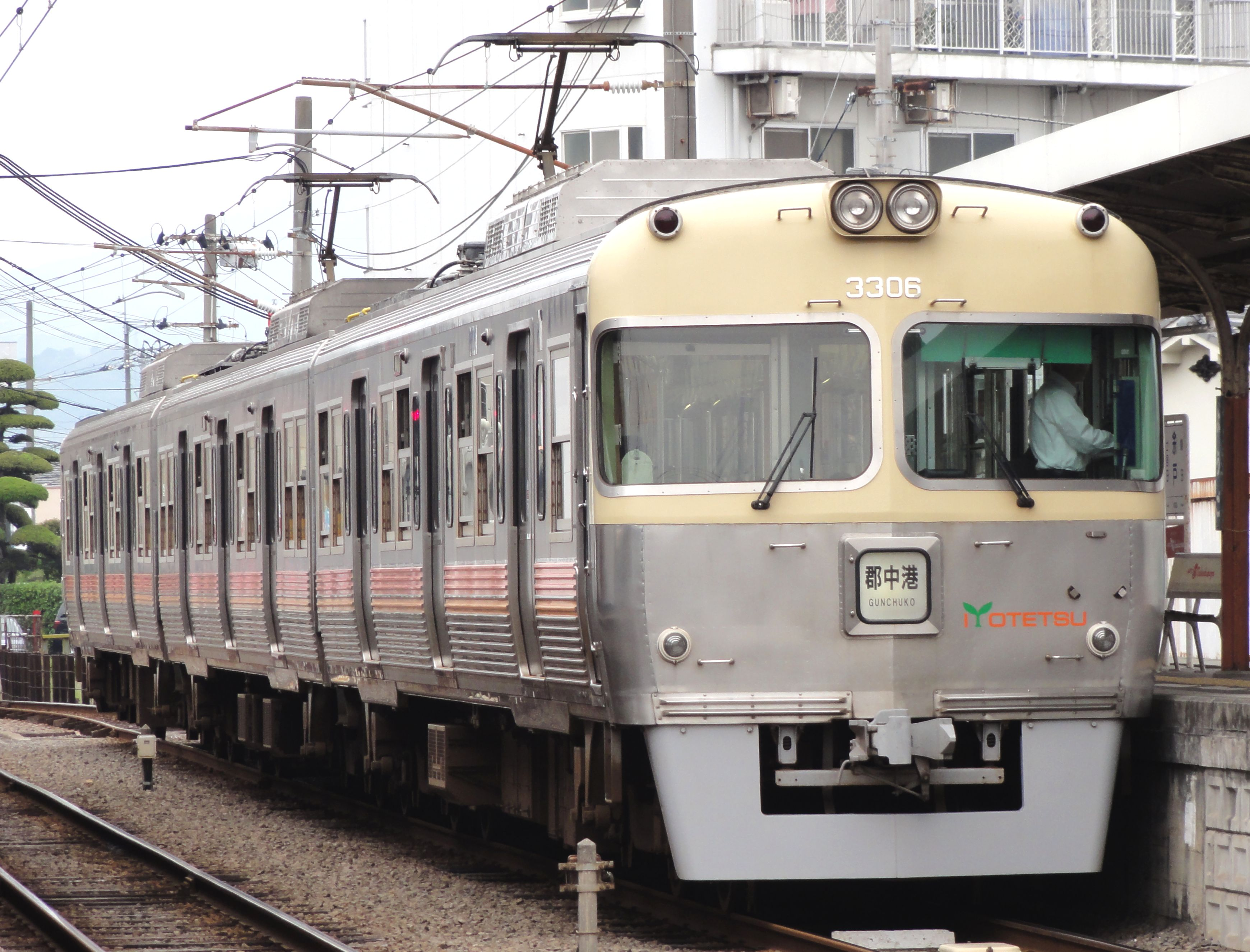
一列駛往郡中港站的伊予鐵道3000系列車正停靠於余戶站月台上。

設有側式月台及島式月台各1個，原可提供2線3面的配置，但島式最外面的月台已棄用，路軌也被拆走，改為放置花壇。現時只剩下2面2線可供使用。側式月台及原島式月台外側的有效長度為3輛；至於島式月台內側，則擁有全線內少有的4輛長度，考慮列車駛入時的所需要的位置，島式月台外側末端向土居田站方向，是被向內收窄的。
月台之間以平交道連接，當通過閘口後，往下行月台會沿數級階級往下走至平交道口，再橫越路軌至對面島式月台上車；往上行月台則左轉通過站舍後方後，再並沿數級階級往上走才到達月台，車站改善工程後，兩邊月台均會加設無障礙斜道，同時亦會改善平交道橫越的問題。
月台設施上，均設有約約2輛的月台上蓋，靠向平交道的月台出入口；側式月台備有自動售賣機及數張候車長櫈；相比之下，島式月台上只設有兩張候車座椅而已。

### 月台配置
| 月台     | 路線    | 方向 | 目的地           |
| -------- | ------- | ---- | ---------------- |
| 島式月台 | ■郡中線 | 下行 | 松前、郡中港方向 |
| 側式月台 | ■郡中線 | 上行 | 松山市方向       |

## 歷史
- 1896年7月4日：開業。
- 2014年11月20日：進行車站改善工程，舊站舍拆卸重建。
- 2015年2月28日：月台無障礙斜道及洗手間改善工程首先完成[10]。
- 2025年3月18日：伊予鐵內所有郊外鐵道線均可使用ICOCA及全國交通系IC卡[11][12][13]。

## 相鄰車站
伊予鐵道
■ 郡中線
土居田（IY26）－余戶（IY27）－鎌田（IY28）

## 外部連結
- 伊予鐵道余戶站公式網頁。 （页面存档备份，存于）